# Alpaida atomaria
Alpaida atomaria là một loài nhện trong họ Araneidae.
Loài này thuộc chi Alpaida. Alpaida atomaria được Eugène Simon miêu tả năm 1895.